# Michele Taruffo
Michele Taruffo (Vigevano, 12 febbraio 1943 – Pavia, 10 dicembre 2020) è stato un giurista italiano.

## Biografia
Laureatosi nel 1965 presso l'Università degli Studi di Pavia, dal 1976 e per circa quarant'anni fu professore ordinario di diritto processuale civile presso la stessa università, dove insegnò anche diritto processuale comparato e diritto processuale generale.
Fu visiting professor presso varie università europee oltre che negli Stati Uniti d'America (Cornell University) e in America Latina (Pontificia Università Cattolica del Cile, Università Nazionale Autonoma del Messico, Università di Medellín e Università del Cile, fra le altre). 
Per la sua ampia produzione scientifica era considerato un'autorità nella scienza processuale, seguace della tradizione dei processualisti italiani suoi predecessori come Francesco Carnelutti, Vittorio Denti e Piero Calamandrei. I suoi contributi sono stati seguiti con interesse dai giuristi in Spagna e in America Latina.
Alcune delle sue opere sono state tradotte in spagnolo, in inglese, in portoghese, in cinese e in giapponese.

## Opere
- Studi sulla rilevanza della prova (1970)
- La motivazione della sentenza civile (1975)
- Il processo civile “adversary” nell'esperienza americana (1979)
- La giustizia civile in Italia dal '700 a oggi (1980)
- Il vertice ambiguo. Saggi sulla Cassazione civile (1991)
- La prova dei fatti giuridici. Nozioni generali (1992)
- La giustizia civile negli Stati Uniti (1993, con Geoffrey C. Hazard)
- Sui confini. Scritti sulla giustizia civile (2002)
- Precedente e giurisprudenza (2007)
- La semplice verità. Il giudice e la costruzione dei fatti (2009)
- Lezioni sul processo civile (varie edizioni, con L.P. Comoglio e C. Ferri).
- Commentario breve al codice di procedura civile (varie edizioni, con F. Carpi).